# كريستين غريفين
كريستين غريفين (بالإنجليزية: Christine Griffin)‏ هي محامية ومهندسة أمريكية، ولدت في 1950 في بوسطن في الولايات المتحدة.